# Jamboree mondial de 1979
Le jamboree mondial de 1979 devait avoir lieu en Iran mais la situation politique du pays empêche sa tenue.
L'Organisation mondiale décide alors d'une Année mondiale du Jamboree. Plusieurs Camps de l'Année mondiale du Jamboree et des Jamborees-pour-tous (JPT) sont organisés partout dans le monde.
Le symbole représente les "vagues et l'amitié" qui s'élèvent des rassemblements internationaux de scouts et déferlent sur le globe, répandant l'esprit de la fraternité scoute.